# Ntchisi
Ntchisi est une ville du Malawi, située dans le district de Ntchisi, dans la Région Centrale. Située à 1 500 m d'altitude, sa population est estimée à 9 737 habitants en 2018.

## Démographie
| Année | Population, |
| ----- | ----------- |
| 1987  | 3,073       |
| 1998  | 5,773       |
| 2008  | 7,918       |
| 2018  | 9,357       |

## Transports
La ville est située sur la route reliant Lilongwe à Mzuzu. Elle est desservie par l'aéroport de Ntchisi (en).